# إنسان رقمي

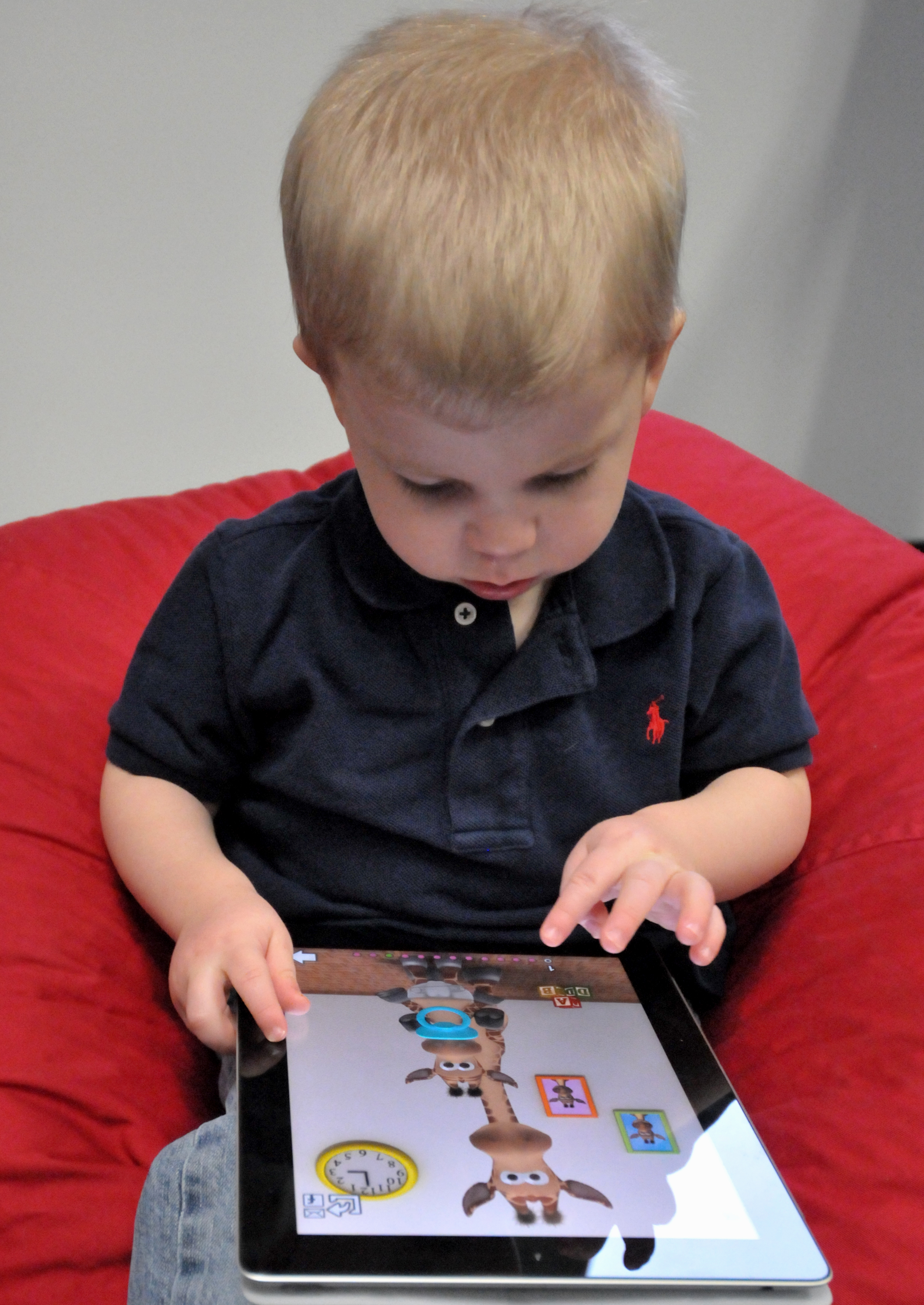
طفل يستخدم جهاز رقمي

الإنسان الرقمي  هو الشخص الذي ولد خلال طفرة التكنولوجيا أو بعدها وتفاعل مع التكنولوجيا الرقمية منذ سن مبكرة، ولديه قدر كبير من الإلمام بهذه المفاهيم. بديلاً عن ذلك قد يطلق هذا المصطلح على الأشخاص الذين ولدوا خلال الستينيات أو بعدها، حيث بدأت التكنولوجيا بالظهور في ذلك الوقت. لكن غالباً هذا المصطلح يركز على الأشخاص الذين نشئوا مع التكنولوجيا التي انتشرت في الجزء الأخير من القرن العشرين واستمرت بالتطور حتى يومنا هذا .
بعض الأحاديث والنقاشات تصف الإنسان الرقمي بالشخص الذي يفهم قيمة التكنولوجيا الرقمية ويستخدمها للبحث والسعي لإيجاد فرص ينفذها ويكون لها تأثير .
استخدم هذا المصطلح في سياقات ومجالات مختلفة، مثل التعليم (بينيت، ماتون وكيرفن 2008)، في التعليم العالي (جونز وشاو 2011) (OECD 2008). و بالتعاون مع مصطلح متعلمي الألفية الجديدة
أما مصطلح (المهاجر الرقمي) فهو من وُلد قبل وجود هذه التقنية الرقمية لكنه آمن وصدق بها وبتأثيرها في المستقبل البعيد.

## المنشأ
صاغ مارك برنكسي هذين المصطلحين في كتابه المعنون بذات الصياغتين والذي نشر عام 2001.
في مقالة له صنف المصطلحين لمجموعتين مختلفتين من الطلاب وأشركهم في مؤسسة تعليمية. مؤخرًا، وصف الناس الذين «ولدوا رقميا» ظهر لأول مرة في سلسلة عروض قدمها جوش سبير بادئاً من مايو 2007 .
مشروع بحث الإنسان الرقمي مُدار بصورة مشتركة مع كلٍ من مركز بيركمان للانترنت والمجتمعات في كلية الحقوق بهارفرد و مركز الأبحاث للتحكم بالمعلومات في جامعة ست غالين في سويسرا.

## الصراعات بين الأجيال
بسبب الفجوة الواضحة بين الأشخاص الرقميين والغير رقميين (المهاجرين الرقميين) أحيانًا يضطر كلا الجيلين للالتقاء مما يؤدي عادةً إلى الأيديولوجيات المتصارعة من التكنولوجيا الرقمية.
نظام الحياة اليومية أصبح يستخدم التقنية المتقدمة بشكل أكبر مع تلك الحواسيب المحسنة والمتطورة في المكاتب، والآلات المعقدة في الصناعات وغيرها. ومع تسارع خطى التقنية فإنه يصعب على المهاجرين الرقميين مجاراة التطورات؛ وهذا يخلق صراعات بين المشرفين والمديرين الأكبر سنًا والقوة العاملة الأصغر سنًا والمتزايدة.
وبالمثل فإن الوالدين يصطدمان مع أبنائهما في المنزل حول الألعاب الإلكترونية والرسائل النصية وموقع يوتيوب وفيسبوك وغيرها من قضايا تكنولوجيا الإنترنت، ويتكون الجيل التعددي من مواطنين رقميين.
التعليم- كما ذكر مارك برنسكي- أكبر مشكلة تواجه العالم الرقمي مثل معلمنا الرقمي المهاجر الذي يتحدث لغة قديمة (لغة ما قبل العصر الرقمي) يكافحون لتعليم العامة الذين يتحدثون لغة جديدة مختلفة تماماً. يعاني (المهاجرون الرقميون) عقدة تعليم وتدريس (المواطن الرقمي) كيفية فهم واستيعاب البيئة المحيطة التي تعتبر هي (موطنهم) وتعتبر بلداً غريباً بالنسبة (للمهاجرين) . برنسكي يملك الحل لتلك المشكلة، وهي في ابتكار ألعاب حاسوبية تعليمية لتعلم وتدرس أولئك الذين ولدوا وكبروا مع التقنية الرقمية كل ما يحتاجون أن يتعلموه ويدرسوه، مهما تكن جديته .
هذه الفكرة قد نوقشت وقدمت فعلاً لعدد من الأشخاص المختصين. على سبيل المثال، عملية قيادة المركبة الهوائية بدون طيار في الجيش تعتمد على وجود شخص يجلس أمام شاشة حاسوب ويقوم بإلقاء الأوامر للطائرة عن طريق جهاز تحكم يدوي يشبه بشكل دقيق أجهزة التحكم التابعة لمنصة الألعاب اكس بوكس 369 جودي سي سبريدبيري.

## شعبة التدريب والتجنيد
النقاشات والمحاضرات التي أقيمت لهذا الموضوع لم تتفق على التسمية الجديدة أو حتى المفهوم الجديد لهؤلاء الذين ولدوا وكبروا مع تلك التقنية الحديثة. وعموماً، فإن هذا لا يعني أن كل من ولدوا بعد الستينيات يألفون تلك الأجهزة ويتعاملون معها بتلك البساطة، وفي المقابل فليس كل من ولد قبل حقبة التطور هذه يلاقي صعوبة في استخدامها وتعلمها. بمعنى آخر، من أطلق عليهم لقب (المواطنون الرقميون) لا يشترط أن جميعهم أحب وألف تلك التقنية وسهُل عليه استخدامها، حتى (المهاجرون الرقميون) فإنه لا يشترط أيضاً أن جميعهم قد لاقوا تلك الصعوبات والغرابة في التعرف على الأجهزة والتعلم عليها واستخدامها، وأن ذلك يعتمد على موقع المدرسة، وعلى ما إن كان طلابها قد جربوا فعلاً هذه التقنيات اللامنتهية. في تطبيقه، مفهوم تفضيلات الإنسان الرقمي أولئك الذين يكبرون مع وجود التكنولوجيا وضعا خاصا، وتجاهل الفرق الكبير بين الألفة وتطبيق الإبداعية. مثل الحيوان وموطنه الأساسي، أولئك الذين نشئوا في عالم رقمي لديهم إدراك عميق وفهم لما يحيط بهم.
العديد من الأطفال في هذا العصر يكونون متمكنين من التكنولوجيا لهذا السبب. ولذلك، يجب علينا أن نكون قادرين .على استخدام وتدريس كيفية استخدام هذه التكنولوجيا (التقنية) أو أمثلة لهذه التقنية التي نشأ عليها هؤلاء الطلاب. مصطلح (المهاجر الرقمي) يتغاضى عن حقيقة أن الكثير ممن ولدوا قبل العصر الرقمي هم في الحقيقة مخترعون، مصممون، مطورون ومستخدمون أوليون للتقنية الرقمية وبالتالي، يعتبرون هم الأساس الخلط بين غزارة (ويمكن القول سطحية) استخدام التقنية الرقمية من خلال المراهقين الحاليين كمعرفة عميقة وفهم هو مضلل وغير مفيد للخطاب. يتجاهل المصطلح أيضا المعرفة الأوسع والأكثر شمولية والخبرة والمفاهيم التي يمكن أن تمتلكها الأجيال. الأكبر سنا عن التكنولوجيا الرقمية ومكانتهم في المجتمع المحتملة.
المواطنون الرقميون: هو مصطلح مرادف لمصطلح التضمين أو الإدراج الرقمي أن تكون معتبر رقمياً هذا يعني أنك قادر بشكل أساسي وفطري على استخدام الأجهزة الذكية والحواسب اللوحية بشكل حاسم.
هنالك جدال حول ما إذا كان هنالك دليل كافٍ للادعاءات المتعلقة بالرقميين الأصليين أو الأساسيين وعلاقتهم بالتعليم.
بينيت، مايتون وكيفين (2008) على سبيل المثال، راجعوا بشكل نقدي أدلة البحث ووصفوا بعض حسابات المواطنين الرقميين على أنها حالة أكاديمية من الذعر الأخلاقي. استخدام مصطلح كهذا إلى حدٍ ما علامة على عدم الإلمام فيما يتعلق بالثقافة الرقمية بطبيعة الحال، لا أحد وُلِد تِقنيّاً كما هو الحال مع أي ثقافة تِقنيّة، مثل القراءة والكتابة، فهي من مسألة الحصول على التعليم والخبرة.
يعتبر جميع الشباب في هذا العصر رقميين أساسيين لكن هذه ليست القضية ويستند في المقام الأول على الاختلافات الثقافية وليس حسب العمر. وفقا لهنري جينكينز (2007)، جزء من التحدي المُتمثل في هذا البحث هو فهم ديناميات من هو بالضبط، والذين لم يكونوا من مواليد المواطنين الرقميين، وماذا يعني ذلك؟
هناك عدة معارضات على تعريف الإنسان الرقمي، حيث من الخطأ القول أن الأعمار الشابة يصنفون تحت تصنيف معين، أو أن جميع الأعمار فوق سن البلوغ يوصفون بالمهاجرين الرقميين.
بعض البالغين يكونون أكثر دهاء تكنولوجياً مقارنةً بالكثير من الأطفال، اعتماداَ على الترتيبات الاجتماعية والاقتصادية والفوائد الشخصية ..إلخ، ولكن كمعلمين لابد لنا أن نُدخل العالم الخارجي مع ما يجده الأطفال مألوفاً ويستخدم داخل الفصل الدراسي .
صياغة الإنسان الرقمي هي أيضا تحدٍّ للباحثين الذين ينظرون لمناظر التقنية الناشئة. يركز هذا الحوار الحالي بشكل كبير على التكنولوجيا المتطورة والتي لها تحيز معين اتجاه الشباب الأبيض من الطبقة الوسطى الذين لديهم امتياز الدخول أو الحصول على التكنولوجيا. نيشانت شاه (2009) يقول: من الضروري تشجيع البحث الذي يدرك أن ليس كل المواطنين الرقميين متساوين. كل محيط سيمتلك معايير مؤكدة والتي ستكون مفهومة ومجربة من قبل الإنسانية الرقمية. واقترح أيضا، أن الطريقة الوحيدة لفهم الإنسان الرقمي هي مشاهدة كيف يستخدمون التكنولوجيا (التقنية) للارتباط مع البيئة المحيطة والبدء بالعمل على التغييرات الاجتماعية والشخصية.
وعند بدء العقد الثاني للقرن الحادي والعشرون، نادى آخرون بالتحقق من انقسام مسألة المهاجر الرقمي لبيرنسكي على أسس مختلفة وأشاروا إلى أن التغيرات المعقدة تحدث، ولكن لا يوجد دليل لحدوث فجوة بين الأجيال.
وتحدى طبيعة المجاز نفسه، مع الأبيض ولو كورنو (2011) التي تسترعي الانتباه إلى الصعوبات التي تشابه اللغة المستندة يدخل وخصوصا عندما ترتبط إلى سن والمكان.
إنها تسلط الضوء أيضا على التقدم التكنولوجي السريع التي تحققت في السنوات العشر الأخيرة، وعلى الأخص في ظهور منصات الشبكات الاجتماعية. لو بيضاء وكورنو أقترح على استعارة بديلة للزوار والمقيمين الذي يقترحونه أكثر دقة يمثل الطرق التي على المتعلمين التعامل مع التكنولوجيا في عصر الشبكات الاجتماعية.

## خطاب
لا يتفق الجميع مع اللغة والدلالات الأساسية للرقمي الأصلي. يوحي المصطلح، بحكم التعريف، إلى إلمام بالتكنولوجيا لا يمتلكه جميع الأطفال والشباب الذين يمكن اعتبارهم رقميين أصليين، إذ لدى البعض إحراج من التكنولوجيا لا يملكها كل المهاجرين الرقميين. إذ يفتقر مثلًا أولئك الموجودون على الجانب المحروم من الفجوة الرقمية إلى التكنولوجيا. يفضل المفهوم في تطبيقاته، أولئك الذين يكبرون مع التكنولوجيا باعتبارهم يمتلكون وضعًا خاصًا، ويتجاهل الفرق الكبير بين الإلمام والتطبيق الإبداعي.
يُعد تصنيف الشعب إلى رقميين أصليين ورقميين مهاجرين أمرًا مثيرًا للجدل. يتجاوز بعض المهاجرون الرقميون الرقميين الأصليين في الذكاء التكنولوجي، لكن هناك اعتقادًا بأن التعرض المبكر للتكنولوجيا يغير بشكل أساسي الطريقة التي يتعلم بها الناس. يتجاهل مصطلح «المهاجر الرقمي» حقيقة أن العديد من الأشخاص الذين ولدوا قبل العصر الرقمي كانوا مخترعين ومصممين ومطورين والمستخدمين الأوليين للتكنولوجيا الرقمية، وبهذا المعنى يمكن اعتبارهم «الرقميين الأصليين» الأوائل. يستمر الخلط بين الاستخدام المكثف (والسطحي) للتكنولوجيا الرقمية من قبل المراهقين الحاليين إذ يمكن للمعرفة العميقة والفهم أن يكونا مضللين وغير مفيدين للخطاب. يمثل المصطلح أيضًا المعرفة الأوسع والخبرة والإدراكات التي قد تواجهها الأجيال الأكبر سنًا حول التقنيات الرقمية ومكانها المحتمل في المجتمع. يُعتقد أن المهاجرين الرقميين هم أقل سرعة في التقاط تقنيات جديدة من الرقميين الأصليين. هذا يعادل اللهجة في تعلم لغة جديدة عندما يتعلق الأمر بالطريقة التي يتعلمون فيها ويتبنون التكنولوجيا. هناك مثال شائع الاستخدام يتمثل في كون المهاجر الرقمي قد يفضل طباعة مستند لتعديله باليد بدلًا من القيام بتحريره على الشاشة.
إن التصنيف الفعلي للناس إلى مهاجرين وأصليين هو أمر صعب، إذ أن تبني التكنولوجيا الرقمية لم يكن ظاهرة موحدة في جميع أنحاء العالم. بالنسبة لأمريكا الشمالية، يُعتبر معظم الأشخاص الذين ولدوا قبل عام 1980 مهاجرين رقميين. يُدعى أولئك الذين يقتربون من التقاطع في بعض الأحيان الانتقاليون، مما يعني أنهم بدأوا في استخدام التكنولوجيا الرقمية في سن المراهقة المبكرة وبالتالي فهم أقرب إلى السكان الأصليين من حيث فهمهم وقدراتهم.
يرادف مصطلح «الرقمي الأصلي» مصطلح «الإدماج الرقمي». إن التضمين الرقمي يعني أنك قادر بالفطرة على استخدام الهاتف الذكي أو أجهزة الكومبيوتر اللوحية: فقد مكنت التكنولوجيا الحديثة من لا ينطق من النطق ومن لا يسمع من السمع ومن لا ير من الرؤية. هناك نقاش حاسم حول ما إذا كان هناك أدلة كافية على المطالبات التي قُدمت حول الرقميين الأصليين وتداعياتهم على عملية التعليم. يعرض مثلًا، كل من بينيت وماتون وكيرفن (2008)، وينقدون أدلة بحثية ويصفون حسابات لرقميين أصليين ويشبهونها بامتلاك شكل أكاديمي من الذعر الأخلاقي. خلصوا إلى أن هذا الجيل لا يفسر الاختلافات في كيفية استخدام المتعلمين للتكنولوجيا، وأنه لا يوجد بحث تجريبي لدعم المطالبات التي أدلى بها برنسكي وغيره من مؤيدي فكرة الرقمي الأصلي. إن استخدام مثل هذه المصطلحات هو علامة غير مألوفة وأمر غريب بالنسبة للثقافة الرقمية. بالطبع، لا أحد «ولد رقميًا»، مثلما هو الحال مع أي تكنولوجيا ثقافية، مثل القراءة والكتابة، بل هي مسألة تتعلق بالوصول إلى التعليم والخبرة.